# Ligninas
Ligninaser är en typ av ligninnedbrytande enzymer. Ligninaser syntetiseras av en rad olika organismer, bland andra vitrötesvampar, mjukrötesvampar, brunrötesvampar och vissa humuslevande svampar. Generellt är ligninaser redoxenzym, och ofta samarbetar de med en lågmolekylär kofaktor. Exempel på ligninaser är ligninperoxidas, manganperoxidas, lackas och cellobiosdehydrogenas.